# الکساندر راکول
الکساندر راکول (انگلیسی: Alexandre Rockwell؛ زادهٔ ۱۸ اوت ۱۹۵۶) کارگردان، تهیه‌کننده و فیلم‌نامه‌نویس اهل ایالات متحده آمریکا است. وی از سال ۱۹۸۳ میلادی تاکنون مشغول فعالیت بوده‌است.
از فیلم‌هایی که وی در آن نقش داشته است، می‌توان به خاطرات عزیز اشاره کرد.
به عنوان کارگردان
- چهار اتاق
- کسی برای دوست داشتن